# Sakai Gōtoku
Sakai Gōtoku (sinh ngày 14 tháng 3 năm 1991) là một cầu thủ bóng đá người Nhật Bản gốc Hoa Kỳ hiện đang chơi ở vị trí Hậu vệ cánh trái cho CLB Vissel Kobe.

## Đội tuyển bóng đá quốc gia Nhật Bản
Sakai Gōtoku thi đấu cho đội tuyển bóng đá quốc gia Nhật Bản từ năm 2012 đến năm 2018. Anh được HLV Nishino Akira chọn làm 1 trong 23 cầu thủ đến nước Nga tham dự FIFA World Cup 2018. Tại World Cup, Nhật Bản đi tiếp nhờ chỉ số fair-play. Sau khi Nhật Bản thua 2-3 trước Bỉ và không thể giành vé vào vòng tứ kết, Sakai cùng với Hasebe Makoto và Honda Keisuke tuyên bố giã từ đội tuyển quốc gia

## Thống kê sự nghiệp
| Đội tuyển bóng đá Nhật Bản | Đội tuyển bóng đá Nhật Bản | Đội tuyển bóng đá Nhật Bản |
| Năm                        | Trận                       | Bàn                        |
| -------------------------- | -------------------------- | -------------------------- |
| 2012                       | 2                          | 0                          |
| 2013                       | 9                          | 0                          |
| Tổng cộng                  | 11                         | 0                          |